# Undergrajdoł
Undergrajdoł – jedyny album kieleckiej jazzowej grupy Stan d’Art, wydany w 1987 roku, nakładem Polskich Nagrań.
Rejestracja materiału na płytę była jedną z form nagrody Grand Prix, którą zespół otrzymał w 1986 roku na Międzynarodowym Konkursie Jazzowym „Jazz nad Odrą”. Nagrania zrealizowano na początku 1987 roku w Studio Polskiego Radia w Szczecinie. Realizacja nagrań – Bogusław Radziak oraz Zbigniew Malarski. Projekt graficzny – Krzysztof Nowak.

## Lista utworów
Źródło:.
Strona A
1. „Drygulec” (Leszek Dziarek, Andrzej Chochół)
2. „BX-1” (Leszek Dziarek, Janusz Iwański, Andrzej Chochół, Włodzimierz Kiniorski, Dariusz Galon, Marian Zych)
3. „Dzień następny” (Leszek Dziarek, Marian Zych)

Strona B
1. „Nowa siła” (Andrzej Chochół, Marian Zych)
2. „Freeton” (Leszek Dziarek, Janusz Iwański, Marian Zych)
3. „Antypody” (Włodzimierz Kiniorski)

## Twórcy
Źródło:.
- Włodzimierz Kiniorski – instrumenty perkusyjne, saksofon
- Janusz „Yanina” Iwański – śpiew, gitara, instrumenty perkusyjne
- Dariusz Galon – instrumenty perkusyjne, skrzypce
- Andrzej Chochół – gitara
- Marian Zych – gitara basowa
- Leszek Dziarek – perkusja, instrumenty perkusyjne

gościnnie
- Henryk Gembalski – skrzypce